# Papilleus glimschoteltje
Papilleus glimschoteltje (Lecania inundata) is een korstmossoort uit de familie Ramalinaceae. Het komt voor op kalkhoudende rotsen en leeft in symbiose met een chlorococcoïde alg.

## Determinatie
Uiterlijke kenmerken
Papilleus glimschoteltje is een korstvormig korstmos. Het thallus bestaat uit dikke, ongelijke areolen, gescheiden door diepe scheuren. De apotheciën hebben een diameter van 0,3–0,5 mm. De schijf is sterk convex met de leeftijd, vaak berijpt. Het heeft geen kenmerkende kleurreacties.
Microscopische kenmerken
De asci zijn 8-sporig en meten 55–60 × 10 µm. De ascosporen zijn dunwandig, langwerpig-ellipsoïde, hyaliene, (0–)1-septaat en meten 11–15(–18) × 4,5–5,5(–6) µm. Het hymenium heeft een hoogte van 60 tot 85 µm. De parafysen zijn 2,5-3 µm breed.

## Verspreiding
Het verspreidingsgebied van papilleus glimschoteltje strekt zich uit over Europa, Noord-Amerika en Australië. In Nederland komt het zeer zeldzaam voor. Het staat niet op de rode lijst en is niet bedreigd.